# Vezina Trophy
Vezina Trophy er et trofæ der årligt uddeles til den bedste målmand i NHL på baggrund af en afstemning foretaget blandt NHL's General Managere. Den seneste vinder er Martin Brodeur fra New Jersey Devils, som i 2007 vandt trofæet for tredje gang.

## Historie
Vezina trofæet har fået sit navn til ære for Georges Vézina der som målmand for Montreal Canadiens kollapsede under en kamp i 1925 og senere døde af tuberkulose. Canadiens' tidligere ejere donerede trofæet til NHL og det blev uddelt for første gang efter sæsonen 1926-27.
Frem til sæsonen 1980-81 blev trofæet givet til den målmand der havde lukket færrest mål ind under grundspillet. Men dette betød at trofæet ofte gik til den målmand der havde det bedste hold foran sig frem for den individuelt bedste målmand. Derfor ændrede man proceduren og William M. Jennings Trophy blev herefter det trofæ der blev givet til målmanden/målmændene fra det hold der blev scoret mindst på i grundspillet. Billy Smith fra New York Islanders blev den første vinder af Vezina trofæet under det nuværende system. Svenske Pelle Lindbergh blev i 1985 den første europæer der vandt trofæet.
Martin Brodeur, New Jersey Devils vandt trofæet efter sæsonen 2007-08 foran Evgeni Nabokov, San Jose Sharks og Henrik Lundqvist, New York Rangers.

## Vezina Trophy vindere (bedste målmand efter afstemning)
- 2008 – Martin Brodeur, New Jersey Devils
- 2007 – Martin Brodeur, New Jersey Devils
- 2006 – Miikka Kiprusoff, Calgary Flames
- 2005 – Ikke uddelt pga lockout
- 2004 – Martin Brodeur, New Jersey Devils
- 2003 – Martin Brodeur, New Jersey Devils
- 2002 – José Théodore, Montreal Canadiens
- 2001 – Dominik Hasek, Buffalo Sabres
- 2000 – Olaf Kolzig, Washington Capitals
- 1999 – Dominik Hasek, Buffalo Sabres
- 1998 – Dominik Hasek, Buffalo Sabres
- 1997 – Dominik Hasek, Buffalo Sabres
- 1996 – Jim Carey, Washington Capitals
- 1995 – Dominik Hasek, Buffalo Sabres
- 1994 – Dominik Hasek, Buffalo Sabres
- 1993 – Ed Belfour, Chicago Blackhawks
- 1992 – Patrick Roy, Montreal Canadiens
- 1991 – Ed Belfour, Chicago Blackhawks
- 1990 – Patrick Roy, Montreal Canadiens
- 1989 – Patrick Roy, Montreal Canadiens
- 1988 – Grant Fuhr, Edmonton Oilers
- 1987 – Ron Hextall, Philadelphia Flyers
- 1986 – John Vanbiesbrouck, New York Rangers
- 1985 – Pelle Lindbergh, Philadelphia Flyers
- 1984 – Tom Barrasso, Buffalo Sabres
- 1983 – Pete Peeters, Boston Bruins
- 1982 – Billy Smith, New York Islanders

## Vezina Trophy (Målmand/målmænd for det hold med færrest mål imod i grundspillet)
- 1981 – Denis Herron, Michel Larocque, & Richard Sevigny, Montreal Canadiens
- 1980 – Don Edwards & Bob Sauve, Buffalo Sabres
- 1979 – Ken Dryden & Michel Larocque, Montreal Canadiens
- 1978 – Ken Dryden & Michel Larocque, Montreal Canadiens
- 1977 – Ken Dryden & Michel Larocque, Montreal Canadiens
- 1976 – Ken Dryden, Montreal Canadiens
- 1975 – Bernie Parent, Philadelphia Flyers
- 1974 – Tony Esposito, Chicago Black Hawks delt med Bernie Parent, Philadelphia Flyers
- 1973 – Ken Dryden, Montreal Canadiens
- 1972 – Tony Esposito & Gary Smith, Chicago Black Hawks
- 1971 – Eddie Giacomin & Gilles Villemure, New York Rangers
- 1970 – Tony Esposito, Chicago Black Hawks
- 1969 – Glenn Hall & Jacques Plante, St. Louis Blues
- 1968 – Rogatien Vachon & Gump Worsley, Montreal Canadiens
- 1967 – Denis DeJordy & Glenn Hall, Chicago Black Hawks
- 1966 – Gump Worsley & Charlie Hodge, Montreal Canadiens
- 1965 – Johnny Bower & Terry Sawchuk, Toronto Maple Leafs
- 1964 – Charlie Hodge, Montreal Canadiens
- 1963 – Glenn Hall, Chicago Black Hawks
- 1962 – Jacques Plante, Montreal Canadiens
- 1961 – Johnny Bower, Toronto Maple Leafs
- 1960 – Jacques Plante, Montreal Canadiens
- 1959 – Jacques Plante, Montreal Canadiens
- 1958 – Jacques Plante, Montreal Canadiens
- 1957 – Jacques Plante, Montreal Canadiens
- 1956 – Jacques Plante, Montreal Canadiens
- 1955 – Terry Sawchuk, Detroit Red Wings
- 1954 – Harry Lumley, Toronto Maple Leafs
- 1953 – Terry Sawchuk, Detroit Red Wings
- 1952 – Terry Sawchuk, Detroit Red Wings
- 1951 – Al Rollins, Toronto Maple Leafs
- 1950 – Bill Durnan, Montreal Canadiens
- 1949 – Bill Durnan, Montreal Canadiens
- 1948 – Turk Broda, Toronto Maple Leafs
- 1947 – Bill Durnan, Montreal Canadiens
- 1946 – Bill Durnan, Montreal Canadiens
- 1945 – Bill Durnan, Montreal Canadiens
- 1944 – Bill Durnan, Montreal Canadiens
- 1943 – Johnny Mowers, Detroit Red Wings
- 1942 – Frank Brimsek, Boston Bruins
- 1941 – Turk Broda, Toronto Maple Leafs
- 1940 – David Kerr, New York Rangers
- 1939 – Frank Brimsek, Boston Bruins
- 1938 – Tiny Thompson, Boston Bruins
- 1937 – Normie Smith, Detroit Red Wings
- 1936 – Tiny Thompson, Boston Bruins
- 1935 – Lorne Chabot, Chicago Black Hawks
- 1934 – Charlie Gardiner, Chicago Black Hawks
- 1933 – Tiny Thompson, Boston Bruins
- 1932 – Charlie Gardiner, Chicago Black Hawks
- 1931 – Roy Worters, New York Americans
- 1930 – Tiny Thompson, Boston Bruins
- 1929 – George Hainsworth, Montreal Canadiens
- 1928 – George Hainsworth, Montreal Canadiens
- 1927 – George Hainsworth, Montreal Canadiens

## Trivia
- Jacques Plante (1929-1986) har vundet Vezina-trofæet flest gange, nemlig 7. Dominik Hasek har vundet det 6 gange og er dermed den spiller der har vundet trofæet flest gange under det nuværende system.

### Flest trofæer
1. Montreal Canadiens, 28
2. Chicago Blackhawks, 9,5
3. Buffalo Sabres, 8
4. – delt Boston Bruins & Toronto Maple Leafs, 7 hver
5. Detroit Red Wings, 5
6. Philadelphia Flyers, 3,5

## Eksterne links
- NHL.com